# Heliconius ninakura
Heliconius ninakura är en fjärilsart som beskrevs av Peter William Michael 1926. Heliconius ninakura ingår i släktet Heliconius och familjen praktfjärilar. Inga underarter finns listade i Catalogue of Life.